# Herrenhof (Georgenthal)
Herrenhof – dzielnica (Ortsteil) gminy Georgenthal w Niemczech, w kraju związkowym Turyngia, w powiecie Gotha. Do 30 grudnia 2019 jako samodzielna gmina wchodziła w skład wspólnoty administracyjnej Apfelstädtaue. Od 31 grudnia 2019 do 31 grudnia 2023 niektóre zadania administracyjne gminy realizowane były już przez gminę Georgenthal, która pełniła rolę "gminy realizującej" (niem. "erfüllende Gemeinde"). Dzień później Herrenhof stał się jej dzielnicą.